# SATURDAY GLASS SHOW
SATURDAY GLASS SHOW （サタデー・グラス・ショー）は、2005年4月2日から2006年3月25日までFM-FUJIで放送されたラジオ番組。同社東京支社STUDIO ViViD（渋谷区代々木）から生放送、首都圏のみで聴取可能であった。通称サタグラ、もしくはSGS。

## 概要
毎週土曜日21:00 - 24:00、東京・代々木にあるスタジオVIVIDから生放送。パーソナリティー(DJ)は、太田プロ所属の若手お笑いコンビ・ダーリンハニーと、アイドルの小島くるみ。
前番組『JUNGLE PARADISE』の系譜に連なる番組だが、前者とは多少異なっていた。

コンセプトは「世代の断絶なく、FMらしく音楽も大切にしながら、ほかの番組にはないバカらしさも追求」していく、音楽、トークなど、3時間何でもありの生放送バラエティ番組。人気アーティストや女性タレントがゲストで登場するほか、ダーリンハニーの長嶋智彦、吉川正洋お薦めのCD、本を紹介するコーナーなどもあり、人気を集めた。

## コーナーテーブル
21:15 - MUSICAL SHOW TIME
22:10 - 素敵にラブレター
22:20 - GUEST SHOW TIME
23:00 - 追憶のストーリー
23:20 - ダーリンハニー長嶋のMUSIC EXPRESS
23:30 - ダーリンハニー吉川のBOOK EXPRESS

## 番組の終了とその後
2006年3月25日を最後に、SGSは1年間にわたる放送を終了。これと同時に『WEEKEND Hi!』(DJ：大森庸雄、1992年4月 - 1999年3月)以来14年続いたFM-FUJIの土曜21時の3時間ワイド枠が姿を消す。
2006年4月1日より18:00 - の『SATURDAY STORM』(DJ:山本シュウ)が22:00まで延伸され、22:00 - 24:00の時間帯は『J-FREAK』(DJ:Akashi)『B.B.L.』(DJ:美勇伝)『HONEY BUNNY』(DJ:北出菜奈)など複数の番組による編成となった。その後、22:00以降はいずれも終了し、現在も改編が繰り返されている。
SGS終了から2年後、2008年4月より土曜20時 - 22時枠でワイド枠が復活。その第1弾『OVERSEAS SOUND INVENTORY』(DJ：木河淳。2009年3月まで放送)を経て、現在は、かつて『JUNGLE PARADISE』でDJを務めた劇団ひとりの冠番組『GEKIDAN SAMBA CARNIVAL』が放送中。